# Highland Park Village
Highland Park Village è un centro commerciale situato a Highland Park, in Texas.
Aperto dal 1931, il 16 febbraio 2000 è stato dichiarato National Historic Landmark.
Attualmente ha una superficie di 19.000 m2, ospita 101 negozi diversi ed è di proprietà della Henry S. Miller Interests.